# VIII Giochi del Mediterraneo
Gli VIII Giochi del Mediterraneo si sono svolti dal 15 al 29 settembre 1979 a Spalato, in Jugoslavia.
All'edizione gli atleti gareggiarono in 192 eventi di 26 diverse discipline sportive.

## Partecipanti
Parteciparono all'edizione 2048 atleti provenienti da 14 distinte nazioni.
- Algeria (136)
- Egitto (205)
- Francia (287)
- Grecia (195)
- Italia (368)
- Libano (13)
- Malta (68)
- Monaco (5)
- Marocco (106)
- Spagna (263)
- Siria (11)
- Tunisia (154)
- Turchia (188)
- Jugoslavia (409)

## Risultati
- Atletica leggera (dettagli)
- Calcio (dettagli)
- Canoa/kayak (dettagli)
- Canottaggio (dettagli)
- Ciclismo (dettagli)
- Equitazione (dettagli)
- Ginnastica artistica (dettagli)
- Hockey su prato (dettagli)
- Judo (dettagli)
- Lotta (dettagli)
- Nuoto (dettagli)
- Pallacanestro (dettagli)
- Pallamano (dettagli)
- Pallanuoto (dettagli)
- Pallavolo (dettagli)
- Pugilato (dettagli)
- Rugby a 15 (dettagli)
- Scherma (dettagli)
- Sollevamento pesi (dettagli)
- Tennis (dettagli)
- Tennistavolo (dettagli)
- Tiro (dettagli)
- Tiro con l'arco (dettagli)
- Tuffi (dettagli)
- Vela (dettagli)